# Epsom and Ewell
Epsom and Ewell är ett distrikt (motsvarande kommun) i grevskapet Surrey i England, Storbritannien. Distriktet har 81 184 invånare (2022). Formellt hör det inte till Storlondon, men ligger mycket nära och omfattar orterna Epsom och Ewell. I söder av distriktet ligger galoppbanan Epsom Downs. I Ewell ligger Nonsuch Park och Nonsuch Palace, som var hem åt kung Henrik VIII, men nu ligger i ruiner. Distriktet har inga civil parishes.